# Les Gaietés de l'infanterie
Pour plus de détails, voir Fiche technique et Distribution.
Les Gaietés de l'infanterie (With Love and Hisses) est un film muet américain en noir et blanc réalisé par Fred Guiol, sorti en 1927.
Il met en scène le duo comique Laurel et Hardy.

## Synopsis
Le soldat à l'esprit lent Cuthbert Hope (Laurel) parvient à rendre la vie misérable à son sergent, le bourru Top Banner (Hardy). Banner doit également présenter ses rapports au sévère capitaine Bustle (Jimmy Finlayson).
Le film, sans réelle intrigue, est une succession de gags militaires et de facéties de caserne.

## Fiche technique
- Titre original : With Love and Hisses
- Titre français : Les Gaietés de l'infanterie
- Réalisation : Fred Guiol
- Scénario : Hal Roach (histoire) et H. M. Walker (intertitres)
- Société de production : Hal Roach Studios
- Société de distribution : Pathé Exchange
- Pays de production :  États-Unis
- Langue : intertitres en anglais
- Format : noir et blanc — 35 mm — 1,37:1 — film muet
- Genre : comédie militaire
- Durée : 21 minutes (deux bobines)
- Date de sortie : 28 août 1927 (États-Unis)

## Distribution

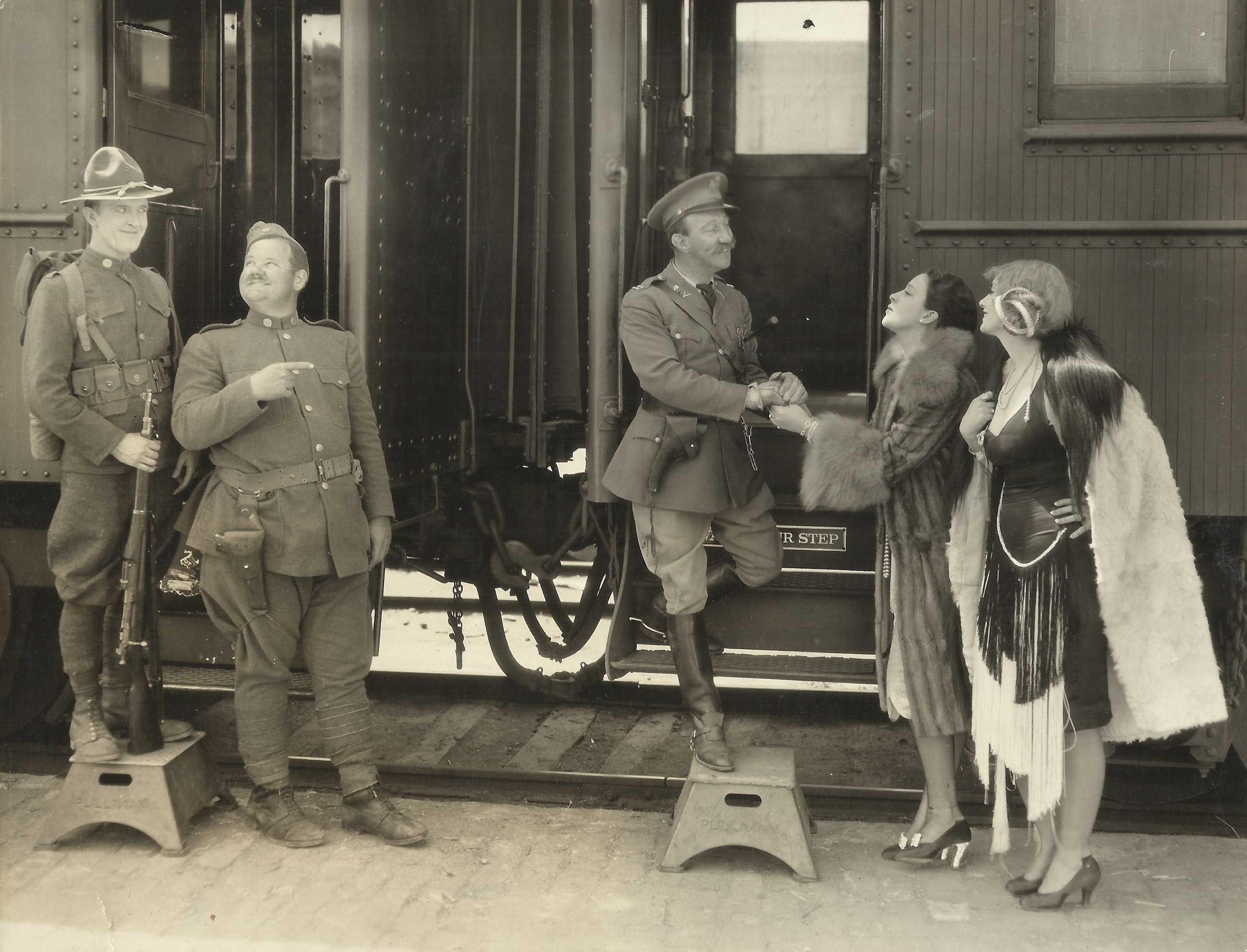
Sur le quai, au départ du train.

Source principale de la distribution :
- Stan Laurel : Cuthbert Hope
- Oliver Hardy : Top Sergeant Banner
- James Finlayson : Capitaine Bustle
- Anita Garvin : la première petite amie du capitaine Bustle

Acteurs non crédités
- Chet Brandenburg : le soldat Rookie
- Frank Brownlee : le major Rohrer
- Josephine Dunn : une petite amie
- Charlie Hall : un soldat
- Jerry Mandy : le soldat à l'appétit féroce
- Frank Saputo : un soldat
- Eve Southern : la seconde petite amie du capitaine Bustle
- Will Stanton : le soldat dormant à côté de Stan

## Commentaires
Ce film est pratiquement dépourvu d'intrigue, mais il est important dans la mesure où, pour la première fois, Laurel et Hardy forment un tandem. Il constitue une forme de schéma qui anticipe sur les futurs affrontements entre Laurel et Hardy et Finlayson. On constate également une certaine touche d'homosexualité sous-jacente que l'on retrouvera dans tous les films muets de Laurel et Hardy.